# سانوی لاگون
سانوِی لاگون (انگلیسی: Sunway Lagoon) یک شهربازی است که در بندر سانوی، سوبانگ جایا، سلانگور، مالزی واقع شده است و متعلق به گروه سان‌وی می‌باشد.

## پیشینه
پارک در سال ۱۹۹۲ شروع به فعالیت کرد و مراسم افتتاح رسمی آن در روز ۲۹ آوریل ۱۹۹۳توسط نخست‌وزیر وقت مالزی، مهاتیر محمد انجام شد.
بعد از شروع به فعالیت این شهربازی، در سال ۲۰۱۰ فلو رایدر، اولین شبیه‌ساز موج سواری مالزی؛ در سال ۲۰۱۲ اولین واترپلکس پنج بعدی مالزی و یک سرسره آبی خیلی بزرگ، سرسره ووووزلا، را در سال ۲۰۱۳ به امکانات خود افزوده است.